# Pesque de quinua
El pesque, o pesque de quinua, es una comida que se consume en el espacio cultural altiplánico entre Bolivia y Perú, por lo que es típico en la gastronomía occidental boliviana y la del departamento peruano de Puno.

## Historia
El pesque es un guiso espeso cuya base es la quinua cocida en leche de vaca y luego espesada con mantequilla. Existen diversas versiones de este guiso, por ejemplo la que se hace como un puré. La variante arequipeña es similar a la puneña. También se puede consumir en las picanterías de Cuzco.
Bernabé Cobo se refirió al pesque en su obra Historia del Nuevo Mundo (1653) como pisqui y lo describió como un guisado de semilla de quinua. En 1837 el capellán quiteño José María Blanco que acompañó al presidente peruano Luis José de Orbegoso durante una gira oficial a la sierra y el sur del país escribió:

el pesque es la quinua condimentada con especerías y queso [se le] suele agregar huevos y papas. Es un plato muy popular y se come todo el año.
Diario del Viaje del capellán del presidente Orbegoso, José María Blanco, 1837

Otro escritor que lo menciona es el peruano Federico More, que lo describe como un plato de quinua cocida en agua o leche, con o sin mantequilla, con o sin queso fresco.

## Descripción
La forma de elaboración varía ligeramente, cociendo la quinua blanca en leche o agua. Una vez cocida la quinua se retira el exceso de líquido y se aplasta con una cuchara de madera contra las paredes de la olla para espesarla mientras se añade queso desmenuzado, anís en grano, mantequilla y condimentos; en caso de haberla cocido en leche, se le añade. En algunos casos se le añaden huevos batidos, y se puede comer con jarabe de chancaca.

### Consumo
En Bolivia es un plato consumido particularmente durante Semana Santa. También es usual comerlo como desayuno. Se sirve añadiéndole un ahogado de cebolla y ají amarillo; también se consume simplemente con queso rallado por encima.
En Perú se puede acompañar con arroz blanco y un bistec de carne. Es consumido mayoritariamente como desayuno en Puno, se suele preparar en los hogares y también se realiza su venta en calles y mercados. También es típico su consumo en Viernes Santo durante la celebración de Semana Santa.